# Ename
Pour les articles homonymes, voir Ename (homonymie).
Ename, Eename ou Eenaeme est une section de la ville belge d'Audenarde située en Région flamande dans la province de Flandre-Orientale. C'était une commune à part entière avant la fusion des communes de 1965.

## Démographie

### Évolution démographique
- Sources : INS, Rem. : 1831 jusqu'en 1961 = recensements[3].

## Histoire
En 974, l'abbaye d'Eename est fondée, et une ville se construit. Il ne reste aujourd'hui que des ruines de l'abbaye qui appartiennent au musée de la ville d'Ename. La ville d'Ename est intégrée à Audenarde. De 1941 à 1947 de vastes chantiers archéologiques avaient été entrepris par l'historien et archéologue Adelbert Van de Walle à la recherche du castrum disparu, sur l’église du portus et l’église abbatiale.

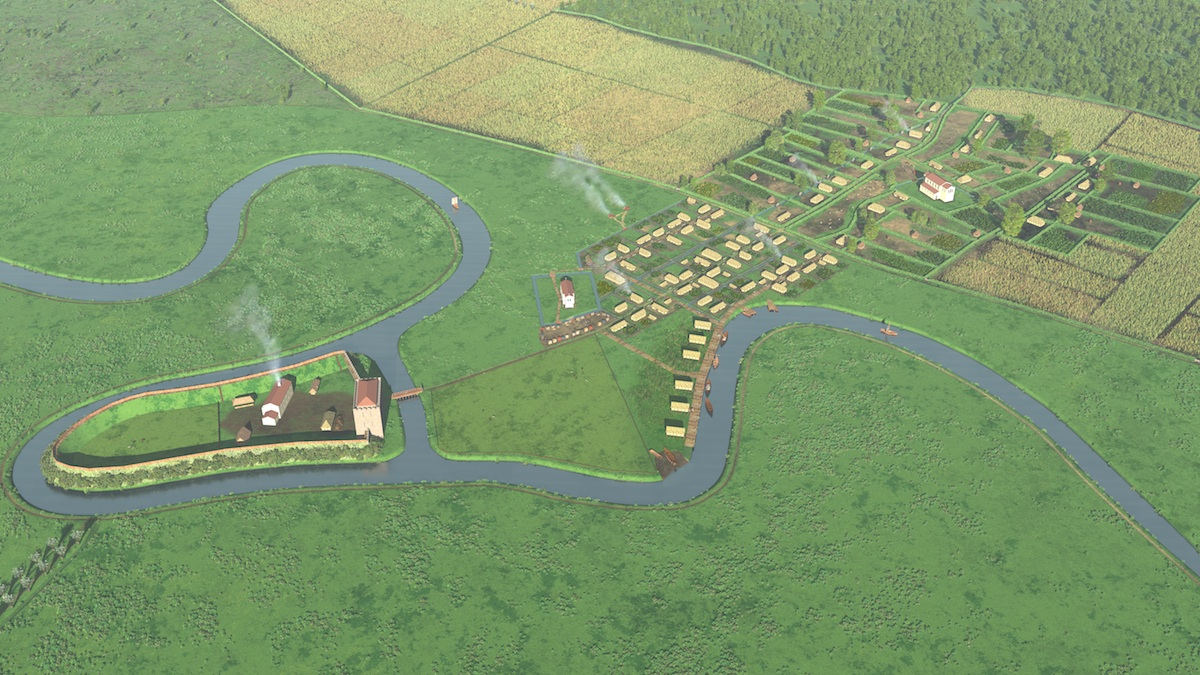
Reconstitution d'Ename vers 1020 d'après les recherches archéologiques effectuées.